# Last.fm
Last.fm é um site com função de rádio online agregando uma comunidade virtual com foco em música. Em tal comunidade, são trocadas informações e recomendações sobre o tema. Last.fm constrói um perfil detalhado do gosto musical de cada usuário, reunindo e exibindo suas músicas e artistas favoritos numa página feita com as informações coletadas e gravadas por um plugin do próprio site instalado no aplicativo de execução de música (music player) do computador do usuário, dentro de aplicativos de streaming (Spotify) e por meio de aplicativo móvel oferecido pelo site para Android e iOS
O website, fundado em 2002 no Reino Unido é atualmente uma das principais plataformas sociais de música na Internet, com mais 40 Milhões  de usuários no mundo totalizando mais de 96.000.000.000 de scrobbles desde 2003. Em Maio de 2007, a empresa estadunidense CBS Interactive adquiriu o Last.fm por £140 milhões, a compra mais cara de um site de Web 2.0 europeu até agora.

## História
A ideia do Audioscrobbler surgiu como um projecto criado por Richard “RJ” Jones quando ainda estudava ciência da computação na Universidade de Southampton no Reino Unido. O Audioscrobbler limitava-se a gravar as músicas que os usuários executavam num computador registrado, que depois compilava os dados através de tabelas colaborativas.
Last.fm foi fundado em 2002 por Felix Miller, Martin Stiksel, Michael Breidenbruecker e Thomas Willomitzer, todos da Áustria e Alemanha, como uma webradio e um site comunitário de música, utilizando perfis musicais parecidos a fim de gerar tabelas dinâmicas de música. Os botões “preferidas” e “banir”, presentes no software da Last.fm, permitiam que os usuários construíssem seus perfis gradualmente.
As equipes do Audioscrobbler e da Last.fm começaram a trabalhar juntos nos escritórios em Whitechapel em Londres em 2003. A inserção dos dados podia ser feita tanto pelo Audioscrobbler quanto pela Last.fm. Os sites também compartilhavam fóruns de diferentes comunidades, embora poucos eram exclusivos de cada site. A 9 de Agosto de 2005, o antigo site do Audioscrobbler no domínio audioscrobbler.com foi totalmente unido ao novo site da Last.fm. Em 5 de Setembro de 2005, audioscrobbler.net foi lançado apenas como um site mais orientado ao desenvolvimento do software.
Em 14 de Julho de 2006 uma atualização do site foi feita. Esta atualização incluía um novo aplicativo para execução da rádio na Last.fm e também para logar as músicas tocadas com aplicativos de execução de música, os music players. Outras mudanças incluíam: melhoria no sistema de "amizades", a adição do painel de controle (onde os usuários podem ver em apenas uma página todas as informações relevantes dos perfis de outras pessoas), blogs, músicas recomendadas, fóruns, opções para compra de música online, e uma nova identidade visual ao site, com a opção da cor preta também. A reacção quanto ao novo design criou reacções diversas.
A 15 de Julho de 2006, a versão japonesa do site foi lançada, acessível através de um link no canto esquerdo inferior no site. Em Dezembro de 2006 as versões nas seguintes línguas também foram lançadas: português, espanhol, italiano, francês, alemão, polaco, russo, chinês e coreano.

## Recursos
O usuário da Last.fm pode construir um perfil musical utilizando dois métodos: ouvindo seu repertório musical pessoal através de um player com o plugin do Audioscrobbler ou ouvindo a rádio da Last.fm, geralmente como usuário registrado na Last.fm. As músicas são tocadas e adicionadas num log de onde as tabelas de artistas e músicas e recomendações musicais são calculadas. Este log automático de músicas é chamado de scrobbling. A página do usuário também mostra as músicas recentemente tocadas.
As recomendações são calculadas através de um filtro de algoritmo, assim os usuários podem visualizar a lista de artistas não listados no próprio perfil mas que aparecem em outros perfis de usuários com gosto musical parecido. A Last.fm também permite que os usuários recomendem manualmente artistas, músicas ou álbuns a outros usuários, contanto que a recomendação em questão esteja disponível no banco de dados da Last.fm.
A Last.fm também permite a formação de grupos de usuários com algo em comum.
Gravadoras e artistas também são encorajados a promover suas músicas na Last.fm. O estoque de músicas na Last.fm contém mais de 100.000 músicas. Como acontece em vários sites de música, pequenos trechos de 30 segundos são disponíveis se o usuário quiser ouvir determinada música.

### Scrobbling
Um scrobble é uma pequena mensagem que o Scrobbler envia para a Last.fm para nos informar sobre a música que você está ouvindo.
O scrobbling nos ajuda a saber quais músicas você ouve com mais frequência, de quais músicas você gosta mais, quantas vezes você ouviu um artista em um período específico de tempo, quais de seus amigos têm gostos musicais parecidos… tudo isso e muito mais. Para usuários do Linux, apenas os players Clementine, Strawberry e Rhythmbox são capazes de realizar o scrobbling de áudio corretamente.
Através dos scrobbles é possível fazer diariamente recomendações personalizadas para cada ouvinte da Last.fm. Eles permitem comparar o que o usuário ouve com os scrobbles de milhões de ouvintes ao redor do mundo, o que significa que as suas recomendações são resultado de mais de 43 bilhões de scrobbles.

### Recomendações
O serviço mais recente na Last.fm é o recurso de recomendação pessoal. A página faz uma lista das músicas que foram diretamente recomendadas ao usuários e grupos dos quais ele faz parte, blogs, e outros usuários que têm ouvido músicas parecidas recentemente. Há também uma rádio feita com músicas recomendadas que tocam músicas especialmente filtradas baseadas no que o usuário ouviu durante a semana. Os perfis dos usuários tem um Taste-o-meter que fornece um ranking da sua compatibilidade musical com a de outros usuários.

### Tags
Com o relançamento do site em agosto de 2005, a Last.fm apoia o uso de tags para artistas, álbuns e músicas a fim de criar uma folksonomia de música. Os usuários podem navegar através das tags, e também através da tag radio, permitindo que os usuários toquem músicas que foram denominadas com uma tag específica. A tag pode ser feita por gênero musical (por exemplo: rock), por ambiência (ex: relax), características do artista (ex: barítono), ou qualquer outra forma de classificação. Uma função útil.

### Eventos
Com a atualização do site em outubro de 2006, a página de eventos foi adicionada. Esta página permite  ver os shows de um determinado artista e também festivais que acontecerão numa determinada localidade. Há também a opção de confirmar presença e ver outras pessoas que estarão presentes num determinado evento.

## Assinaturas
A Last.fm oferece um serviço de assinaturas. Algumas das vantagens que os assinantes recebem são: não há propagandas, mais opções nas rádios, possibilidade de ver visitantes recentes e a possibilidade de testar as versões beta do site.